# Alexa Sulyán
Alexa Sulyán (Budapest, 17 aprile 2005) è una velocista ungherese.

## Carriera
Alexa Sulyán è allenata da Katalin Körmendy.
Nel gennaio 2023, Sulyán ha battuto il record nazionale U20 indoor di Boglárka Takács, oltre i 200 metri, correndo 24,02 secondi a Nyíregyháza.
Nel giugno 2023, Sulyán ha stabilito un nuovo record nazionale U20 per i 200 metri, correndo 23,12 secondi a Budapest.
Nell'agosto 2023, ha vinto una medaglia d'argento nei 200 metri ai campionati europei U20 a Gerusalemme.
Ha corso come parte della staffetta ungherese 4x100 m ai Campionati mondiali di staffetta 2024 a Nassau, Bahamas.

## Palmarès
| Anno | Manifestazione | Sede        | Evento      | Risultato  | Prestazione | Note |
| ---- | -------------- | ----------- | ----------- | ---------- | ----------- | ---- |
| 2023 | Europei U20    | Gerusalemme | 200 m piani | Argento    | 23"26       |      |
| 2024 | Europei        | Roma        | 4x100 m     | Batteria   | 43"70       |      |
| 2024 | Mondiali U20   | Lima        | 200 m piani | Semifinale | 23"96       |      |